# Aphomia aegidia
Aphomia aegidia är en fjärilsart som beskrevs av Edward Meyrick 1887. Aphomia aegidia ingår i släktet Aphomia och familjen mott. Inga underarter finns listade i Catalogue of Life.